# I Feel It in My Bones
«I Feel It in My Bones» es una canción de la banda de rock de Las Vegas, The Killers. La canción es el séptimo villancico consecutivo y es secuela de «Don't Shoot Me Santa», lanzada el 2007. Al igual que sus anteriores villancicos, todas las ganancias de la canción fueron a parar a (PRODUCT)RED, iniciativa que recauda dinero para la lucha contra el SIDA.

## Lanzamiento
La canción fue estrenada a través de RollingStone el 1 de diciembre de 2012 y comenzó a estar disponible en tiendas digitales el 4 de diciembre.

## Vídeo musical
En el vídeo musical, nuevamente hace aparición Ryan Pardey, repitiendo su papel de Santa Claus como lo hizo en «Don't Shoot Me Santa» en 2007. El vídeo fue dirigido por Roboshobo, que también había dirigido el villancico anterior de la banda, «The Cowboys' Christmas Ball» en 2011. En el vídeo se muestra a Santa con una lista intentando atrapar a los miembros de The Killers para poder matarlos. En su viaje, Santa se encuentra con un trabajador de una gasolinera, interpretado por Tony Vannucci, hermano del baterista del grupo, Ronnie. Cuando ve la cabeza un reno colgado en la pared, Santa amarra al trabajador y lanza una granada con adornos navideños. Santa continúa su búsqueda y llega a una casa donde unos niños tienen la versión en vinilo del último álbum de la banda, Battle Born. Él toma el vinilo, lo parte por la mitad y se lo entrega a los niños. El vídeo concluye cuando Santa se encuentra, riendo, a los pies de la cama de Brandon Flowers, vocalista del grupo. Los créditos del vídeo comienzan a aparecer y se escucha la voz de Santa cantando «Noche de paz». Esta es la tercera vez que The Killers colabora con Ryan Pardey.

### Posicionamiento en listas
| Listas (2012)                                | Mejor posición |
| -------------------------------------------- | -------------- |
| Reino Unido (UK Singles Chart)               | 70             |
| Estados Unidos (canciones de rock Billboard) | 41             |